# Stockhorn Arena
La Stockhorn Arena est un stade de football de la ville de Thoune, en Suisse, situé près de la sortie d'autoroute Thun Süd. Le nom précédent du stade était Arena Thoune. Le stade accueille les rencontres à domicile du FC Thoune.

## Histoire
Le FC Thoune joue, pendant plus de soixante ans, au Stade Lachen. L'infrastructure vieillissante s'avère ne plus être conforme aux prescriptions de l'Association suisse de football, et le club doit bénéficier d'une autorisation exceptionnelle pour l'utiliser. Pour désormais pouvoir jouer dans la division la plus élevée du football professionnel suisse, le FC Thoune se voit dans l'obligation de construire un nouveau stade de football.
En 2006, un premier projet est repoussé par les citoyens de Thoune, qui votent contre un financement public. Finalement le promoteur immobilier HRS/ARCO Real Estate AG propose de financer la construction d'un nouveau stade, à condition de bâtir également un centre commercial sur le même terrain. Le projet, qui nécessite une modification des règles d'urbanisme sur la zone, est adopté par les votants thounois en 2008.
Le nouveau stade est achevé en 2011, et tout d'abord nommé Arena Thoune. Le match d'inauguration contre le 1. FC Cologne se tient le 9 juillet 2011 et se termine sur le score de 2-2. En février 2014, la société propriétaire de l'Arena à Thoune, conclut un contrat de onze ans avec un nouveau partenaire, la Stockhornbahn AG. L'inauguration officielle du stade, sous son nouveau nom, a lieu en avril 2014 avant la rencontre entre le FC Thoune et le FC Aarau.

## Structure et équipements
La capacité de la Stockhorn Arena est de 10 000 spectateurs lors de manifestations sportives, et de 20 000 spectateurs à l'occasion de grands évènements (des concerts par exemple), ce qui apparaît être une dimension optimale, adaptée à la région. Le terrain de jeu mesure approximativement 105 mètres de long et 68 mètres de large. Grâce au gazon synthétique, des évènements de toutes sortes peuvent se tenir sur la surface du jeu.
Le centre commercial, le Panorama-Center, est tout proche du stade et regroupe différents commerces sur une surface de 15 000 m2. Le stade dispose d'un très bon accès au réseau des transports.

## Événements
En 2015, l'équipe de Suisse y dispute un match amical :
| Match amical                                     | Suisse                         | 3 - 0   | Liechtenstein | Stockhorn Arena, Thoune                       |                                               |
| 10 juin 2014 · 20:15 · Historique des rencontres | Džemaili 29e 68e · Shaqiri 60e | (1 - 0) |               | Spectateurs : 8 100 Arbitrage : Richard Trutz | Spectateurs : 8 100 Arbitrage : Richard Trutz |
| 10 juin 2014 · 20:15 · Historique des rencontres | Rapport                        |         |               | Spectateurs : 8 100 Arbitrage : Richard Trutz | Spectateurs : 8 100 Arbitrage : Richard Trutz |

### Autres
- Championnat d'Europe féminin de football 2025

## Galerie

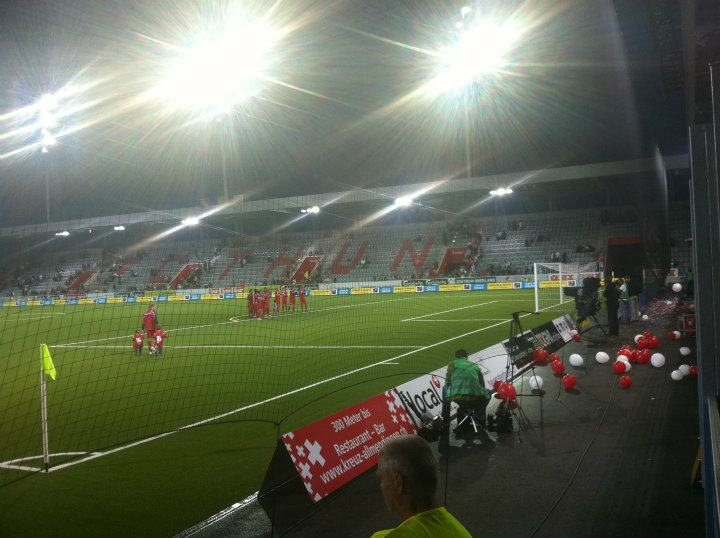
Intérieure
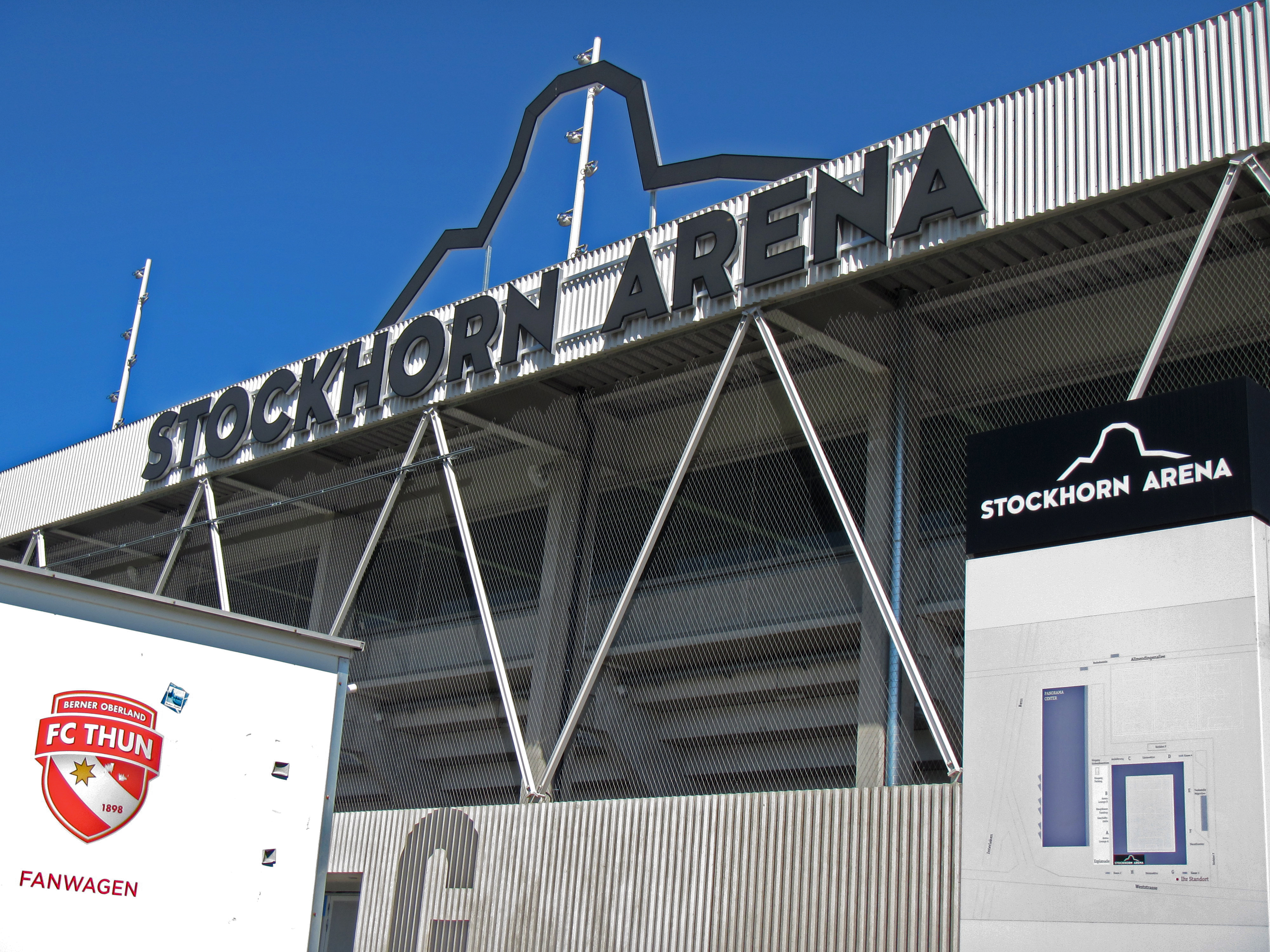
Vue extérieure (détail avec logo et panneau d'information)
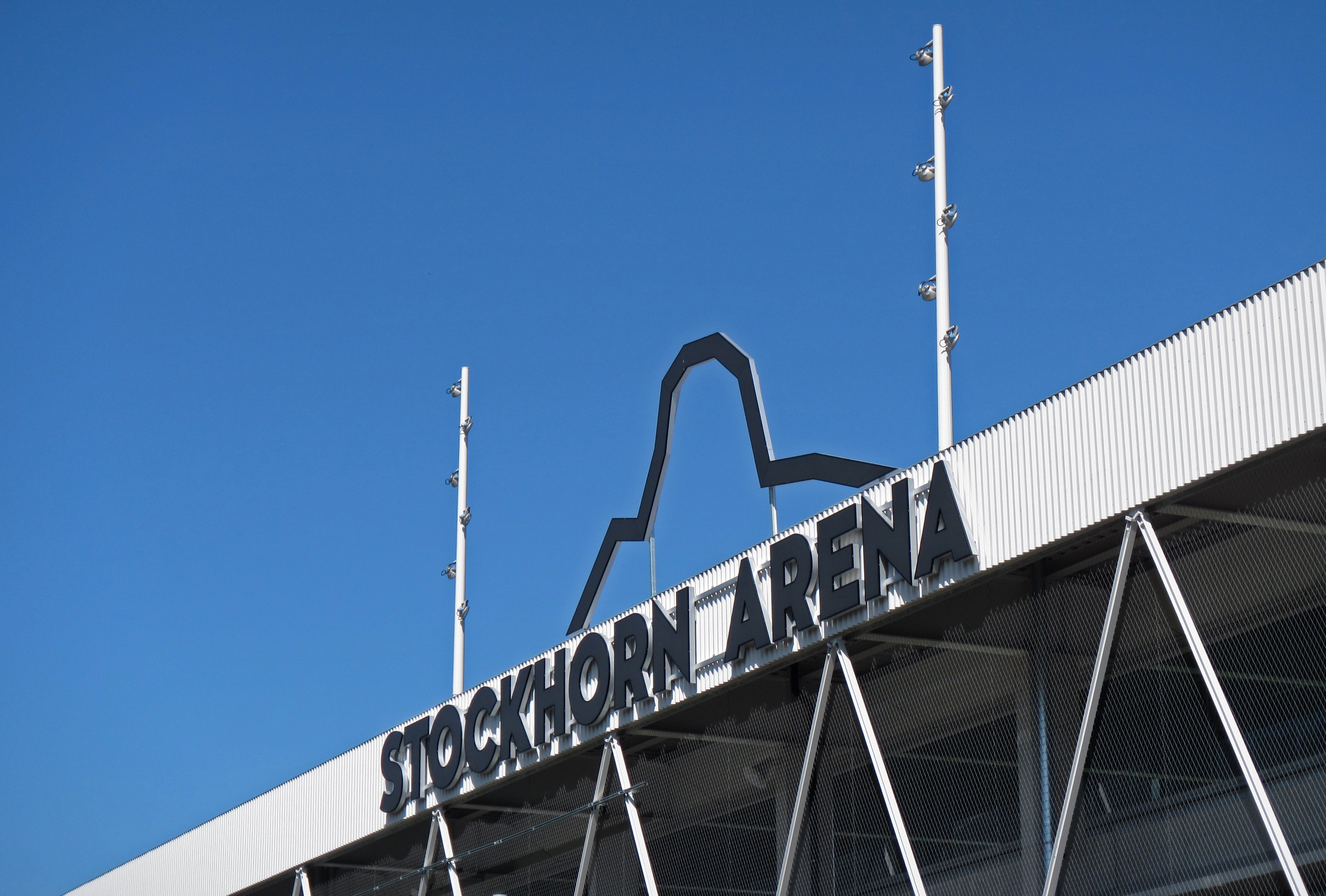
Photo rapprochée (logo)
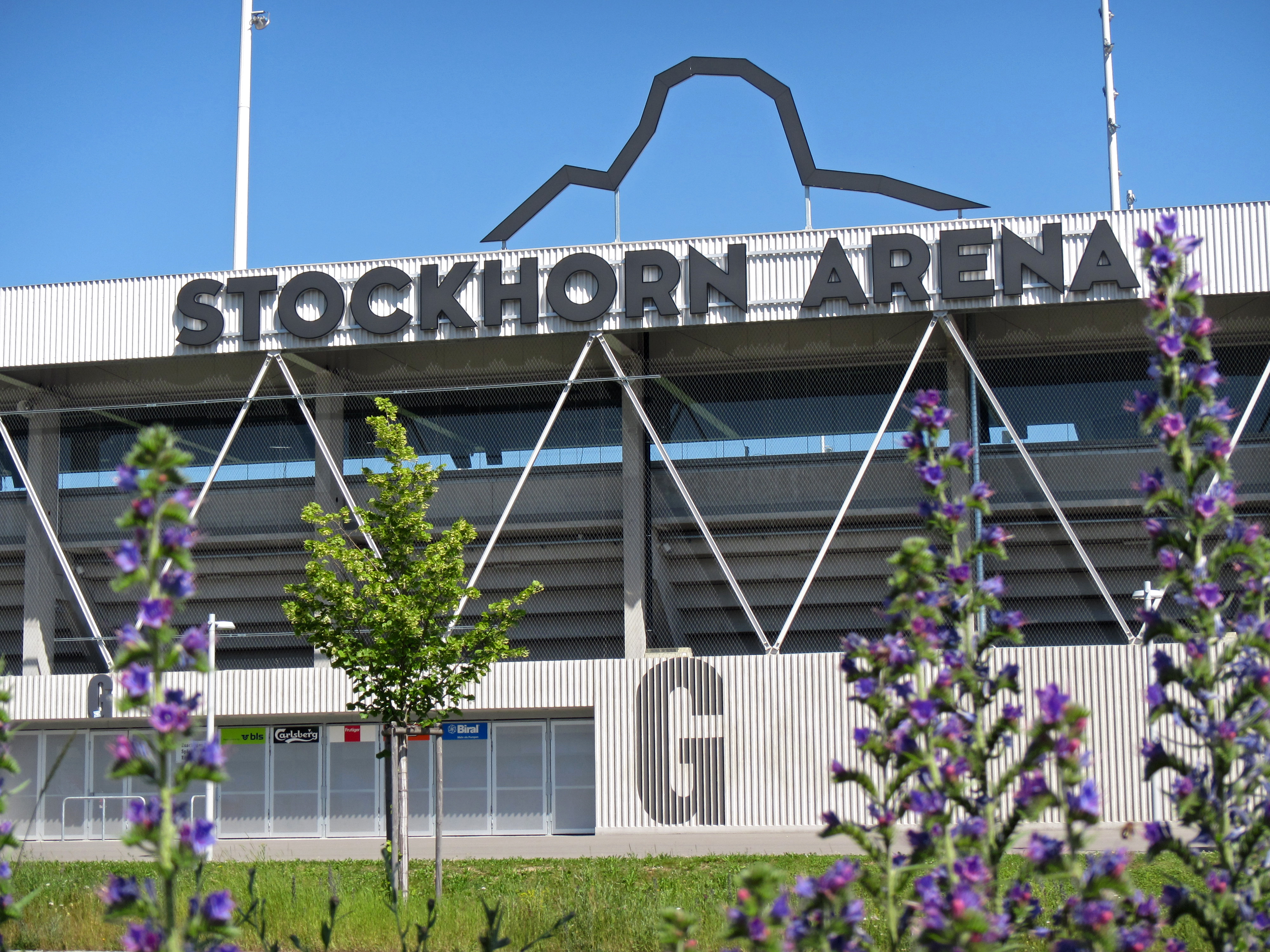
Vue extérieure (détail avec logo)
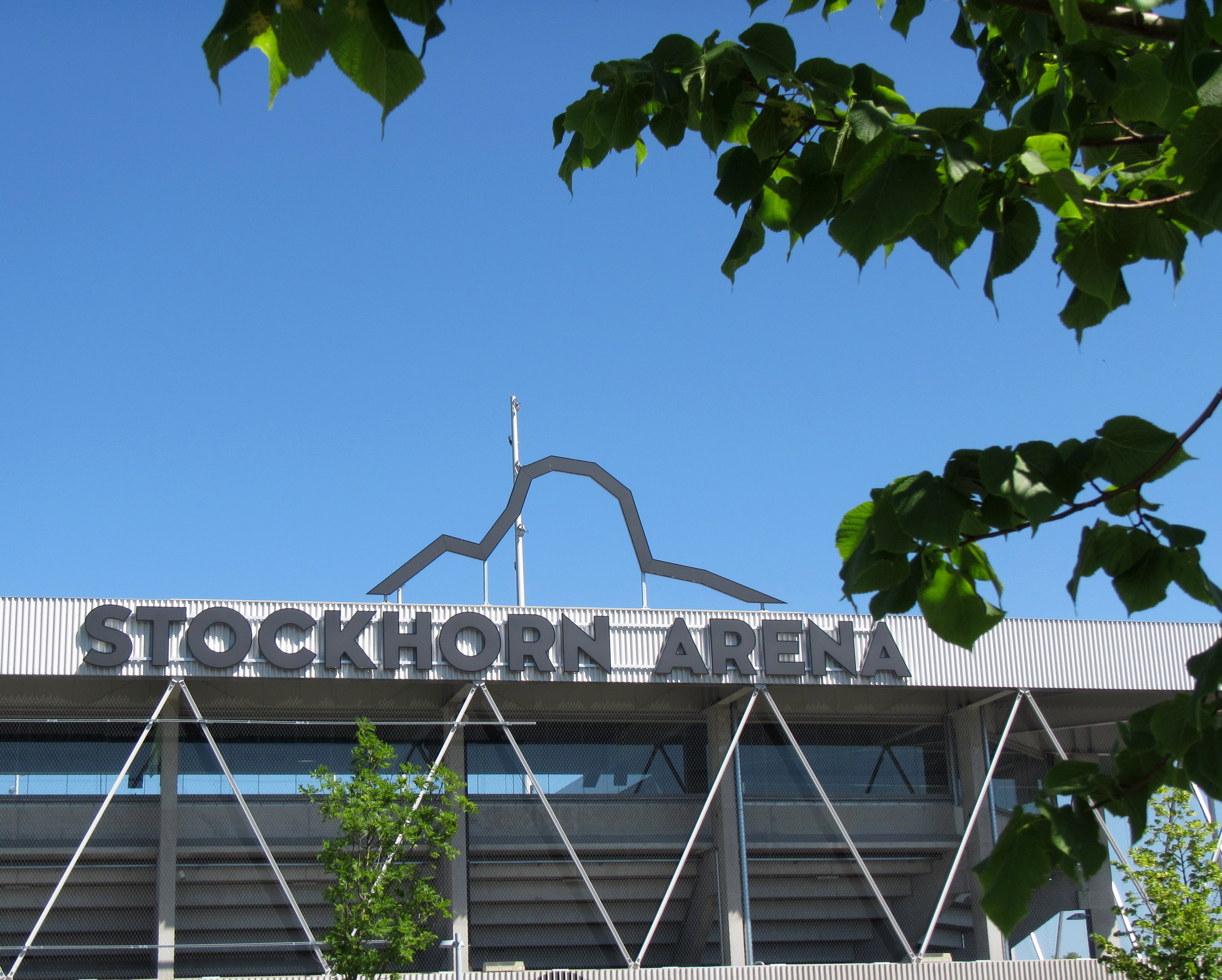
Vue extérieure (détail avec logo)